# Société d'exercice libéral
Les sociétés d'exercice libéral (SEL) sont un ensemble de formes juridiques françaises qui permettent aux membres des professions libérales d’exercer leurs activités en association sous forme de sociétés de capitaux, par analogie aux types de sociétés prévues par le Code de commerce :
- SELARL : société d’exercice libéral à responsabilité limitée (analogue à la SARL de droit commun) ;
- SELAFA : société d’exercice libéral à forme anonyme (analogue à la SA de droit commun) ;
- SELAS : société d’exercice libéral par actions simplifiée (analogue à la SAS de droit commun) ;
- SELCA ou SELACA: société d’exercice libéral en commandite par actions (analogue à la SCA de droit commun).

C'est un mode d’exercice d’une activité libérale et non pas une nouvelle structure juridique, les règles de fonctionnement de ces différents types de sociétés renvoyant à celles de leurs analogues de droit commun.
Une SEL est soumise à toutes les dispositions prévues par la loi du 24 juillet 1966 sur les sociétés commerciales, sauf dispositions spéciales prévues par la loi du 31 décembre 1990 puis par l'ordonnance du 8 février 2023 qui a réformé et unifié les règles pour les différentes professions. Les décrets d’application fixent des spécificités propres à chaque profession. Il s'agit principalement de règles quant à la détention des parts sociales ou actions, pour garantir l'indépendance professionnelle des associés exerçant dans la structure.
A noter que si la responsabilité limitée s'applique aux associés de SELARL, SELAFA et SELAS et aux commanditaires de la SELACA pour les dettes liées à l'exploitation de la société (salaires, charges sociales, loyers, emprunts...), la responsabilité civile professionnelle en est exclue : chaque associé exerçant sa profession à titre libéral dans la société reste personnellement responsable, de manière illimitée, en cas de faute ou d'erreur commise dans le cadre de sa profession. La société reste cependant responsable civilement pour les erreurs et fautes commises par les professionnels exerçant dans la société au titre d'un contrat de travail avec celle-ci.

## Imposition de la structure
Dans le cadre de l’exercice individuel, l'intégralité des bénéfices non commerciaux (BNC) constitue l’assiette des cotisations sociales et la base imposable de l’impôt sur le revenu des personnes physiques. Cette situation conduit à la taxation et à l’imposition des charges non déductibles.
En SEL, les charges non déductibles ne sont plus taxables au titre des cotisations sociales et sont imposées non plus au titre de l’impôt sur le revenu des personnes physiques (IRPP), mais au titre de l’impôt sur les sociétés (de l’ordre de 15 % puis 25 %). Seules les rémunérations de gérants,  constituent l’assiette des cotisations sociales (les dividendes y sont assujettis s'ils dépassent 10% du capital social). De plus, les rémunérations, considérées comme des salaires, bénéficient d’un abattement de 10 % sur le plan fiscal.
Les bénéfices sont aussi imposés au titre de l’impôt sur les sociétés hormis dans le cas des SELARL unipersonnelles qui peuvent opter pour l'imposition à l'impôt sur le revenu de l'associé unique). Les bénéfices peuvent être distribués en dividendes.
La base imposable au titre de l’impôt sur le revenu est donc constituée par les rémunérations de gérant et les dividendes perçus par les associés.
La SEL permet donc d'optimiser la gestion de l’entreprise libérale en modulant les coûts sociaux et le paiement de l’impôt.
Elles sont soumises à :
- frais et formalisme de constitution ;
- formalisme de fonctionnement.

## Législation sur la détention du capital
Avec la loi MURCEF, un assouplissement est octroyé aux sociétés d'exercice libéral (SEL) (article 32). Suivant les professions libérales, en l'absence de publication de décrets contraires, plus de la moitié du capital des SEL et SPFPL peut être détenu par une personne morale ou physique n'exerçant pas la profession dans la société.
« Art. 5-1. - Par dérogation au premier alinéa de l'article 5, plus de la moitié du capital social des sociétés d'exercice libéral peut aussi être détenue par des personnes physiques ou morales exerçant la profession constituant l'objet social ou par des sociétés de participations financières de professions libérales régies par le titre IV de la présente loi. »